# Mas Cellers
El Mas Cellers és una masia de Matadepera (Vallès Occidental) protegida com a Bé Cultural d'Interès Local.

## Descripció
Masia aïllada amb jardí envoltada d'una closa situada a la urbanització de Les Pedritxes de Matadepera. La masia consta de tres cossos adossats de planta rectangular de diferent dimensió i altura. L'accés a l'edifici es practica a través d'una portalada d'arc escarser de maó a sardinell amb teuladet a dues aigües. L'edifici principal presenta planta baixa i pis amb coberta a doble vessant amb el carener perpendicular a la façana principal. A la façana principal les obertures es distribueixen en eixos verticals. Una mica descentrat es troba el portal d'arc de mig punt adovellat amb brancals de pedra tallada flanquejat a cada costat per una finestra allindada amb brancals i ampit de pedra tallada. Al pis s'obren tres finestres de la mateixa factura. El parament és arrebossat i pintat amb els carreus que emmarquen les obertures i conformen les cadenes cantoneres a la vista.

## Història
Hi ha una primera referència documental d'aquesta masia l'any 1490 a l'Speculo de Sant Llorenç del Munt amb el nom de Mas Cellés. Es tracta d'un exemple de masia en estat ruïnós que es va recuperar i reformar per a ús particular conservant part dels elements originals.